# Liste des journaux étudiants du Québec
Cette page recense la liste des journaux étudiants du Québec.

## Journaux écoles secondaires
- Le journal «Chutes... On lit!» (École secondaire des Chutes)
- Le Paradoks (École secondaire St-Louis)
- L'Ancré (Anciennement appelé Le Sans Nom, École secondaire Jean-Baptiste-Meilleur, Repentigny)
- L'Intellectu'ELLES (Pensionnat du Saint-Nom-de-Marie)
- Le Royal Éditorial (Collège Mont-Royal)
- À nous la parole (Centre d'éducation des adultes Antoine-Brossard, CSMV)[1]
- Le ViMONT «Un journal au féminin pluriel» (Collège Jean-de-Brébeuf, Montréal)
- La Grande-Voix " Journal étudiant de l'École secondaire Grande-Rivière CSSPO "
- L'Éco de l'île «Créé par des élèves pour des élèves» (École secondaire de l'île CSSPO, Gatineau)[2]
- L'écho de la montagne (Collège Saint-Hilaire)
- Le Déclic (Collège Mont-Saint-Louis), antérieurement le journal Mon Impression, le journal Mon Oeil et le journal Le Regard

## Journaux collégiaux
- L'IntégrAL (Cégep André-Laurendeau)
- Le Trait d'Union (Collège de Maisonneuve)
- L'Exilé[3] (Cégep du Vieux Montréal)
- Le Dogme (Cégep de Saint-Hyacinthe)
- La Gifle (Collège Lionel-Groulx)[4]
- L'Attribut (Collège Ahuntsic)
- Le MotDit (Cégep Édouard-Montpetit)
- Le Graffitti (Collège Jean-de-Brébeuf)
- Journal l'Infomane (Collège de Bois-de-Boulogne)
- Pastiche (journal étudiant) (Cégep de Saint-Laurent)
- Le Phoque (Cégep Limoilou)
- The Papercut (Collège Marianopolis)
- Le Visionnaire (Cégep de Baie-Comeau)
- L'Éclosion (Cégep de Sainte-Foy)
- La Salière (Conservatoire Lassalle)
- Mosaïk (Collège Stanislas de Montréal)[5]
- Le Typographe (Collège Montmorency)
- Le Lunatique (Collège Montmorency)
- Le Matricule Zéro (Cégep de Sherbrooke)
- Le Point G (Collège André-Grasset)

## Journaux universitaires
- Le Sans papier (TELUQ)

### Université du Québec à Chicoutimi
- Le Griffonnier

### Université du Québec à Rimouski
- Revue Caractère (Littéraire)
- Le Soufflet

### École de Technologie Supérieure
- L'Heuristique

### Université Bishop's
- The Campus

### Université Concordia
- The Link (en)
- The Concordian (en)
- L'Organe

### Université de Sherbrooke
- Le Collectif
- L'Obiter (Droit)

### Université de Montréal

#### Journaux s'adressant à tous les étudiants
- Le Journal des étudiants [1895-1897]
- L'Étudiant [1897-1915]
- L'Escholier, La Gazette du Quartier Latin [1915-1918]
- Le Quartier latin [1919-1977][6]
- Le Continuum [1977 - 1992]
- L'affranchi [1992-1993] (Indépendant)
- Quartier Libre [1993 - ...][7]

#### Journaux spécialisés
- ARNmessager (Biologie)
- L'Article Dix-neuf (Communication et politique)[8]
- Carpe Diem (Éducation)
- Cité éducative (Éducation permanente)
- Dire (Sciences)
- Intercom (Communication)
- Journal des études allemandes (Études allemandes)
- L'Éducatif présent  (Sciences de l'éducation)
- L'Explorateur (Médecine dentaire)
- L'info (Informatique et recherche opérationnelle)
- L'Intérêt (HEC Montréal)
- L'Infocyte (Biochimie)
- La Référence (Bibliothéconomie et sciences de l'information)
- Le Capsule (Pharmacie)
- Le Cétasiatique (Études est-asiatiques)
- Le Démoniaque (Démographie)
- Le Grief (Relations industrielles)
- Le Gros Photon (Physique)
- Le Pied (Littératures de langue française)
- Le Pigeon dissident (Droit)
- Le Polémique (Sciences politiques et études internationales)
- Le Polyscope (École Polytechnique)
- Le Pouls (Médecine)
- Le Sablier (Histoire)
- Poeisis (Design industriel et d'intérieur)
- L'Amnésique (psychologie)
- Le Feuilleté (Nutrition)[9]
- Pensée critique (Indépendant)

### Université du Québec à Montréal
- Montréal Campus (Tous les étudiants)
- Entropie (Design graphique; 1999-2001)
- Le Poids-Lu Sociologie
- L'Artichaut, journal des arts de l'UQAM
- L'Unité (Toutes les étudiantes et tous les étudiants depuis 1975)
- L'Union libre (Journal en science politique et droit)

### Université Laval
- Impact Campus (Tous les étudiants)[10]
- L'AGRAAFF (Physique)
- Les Songes de Kreyszig (Génie Physique)[11]
- L'Exemplaire (Journalisme)[12]
- Le Verdict (Droit)
- Intercom (Communication)

### Université McGill
- Le Délit français (Société de Publications du Daily)
- McGill Daily (Daily Publications Society)
- McGill Tribune (en) (Société de Publications de La Tribune)
- The Bull & Bear
- The Plumber's Faucet